# Acacia cowleana
Acacia cowleana là một loài thực vật có hoa trong họ Đậu. Loài này được Tate miêu tả khoa học đầu tiên.